# ヴィンセント・ニャカルンディ
ヴィンセント・ニャカルンディ（Vincent Nyakarundi）は、ルワンダ国防軍（RDF）の軍人。階級は少将で、参謀長（ACOS）。
教育戦略学修士（アメリカ陸軍大学）・政治学修士を保持し、国連研究の大学院課程（ロングアイランド大学）を修了している。
2004年にスーダンでのアフリカ連合ミッション（AMIS）において、ルワンダ軍部隊を指揮する。
ルワンダ士官学校の主任教官およびドイツ国連軍事監視員訓練校の教官を歴任した。外国駐在員としては、ワシントンD.C.で駐在武官、ニューヨークの国際連合本部でルワンダの防衛・軍事アドバイザーを務めた。
2019年から2023年まで防衛情報部門の責任者を務める。